# Islands (Kajagoogoo)
Islands è il secondo album del gruppo britannico synthpop /new wave Kajagoogoo, pubblicato il 21 maggio 1984, per la casa discografica EMI.

## Il disco senza Limahl
Il lavoro è stato registrato, tra la fine del 1983 e l'inizio del 1984, senza il cantante Limahl, uscito dal quintetto poco prima, per dare inizio alla carriera solista, parallela allo sviluppo della band. Il motivo della sua defezione non è mai stato chiarito fino in fondo: se si è trattato di un allontanamento forzato, come afferma il cantante stesso, oppure se è stato il suo crescente egocentrismo a provocarne l'abbandono spontaneo, secondo gli altri membri; lo stesso, con qualche differenza circa gli obiettivi, si è detto del batterista, Jez Strode, che lascerà la band alla fine della promozione di questo stesso secondo album, nel 1984.

## Nick Beggs alla voce e Colin Thurston alla produzione
Limahl viene sostituito, nel ruolo del cantante principale, rimasto così vacante, dal bassista Nick Beggs, già seconda voce e autore di circa metà dei testi del primo album, il fortunato White Feathers del 1983. La produzione del long playing del 1984 viene affidata di nuovo a Colin Thurston, che, insieme al tastierista dei Duran Duran, Nick Rhodes, aveva già prodotto il fortunato album di debutto dell'allora quintetto. Stavolta, però, il ruolo dei co-produttori è svolto dagli stessi Kajagoogoo.

## Il plauso della critica e le discrete vendite
Il disco, pur letteralmente acclamato dalla critica, che ne elogia la svolta decisamente sperimentale, con l'abbandono pressoché totale del pop rock iniziale, per un piacevole synthpop, un'azzeccata new wave e interessanti innesti jazz, soprattutto nei numerosi strumentale (ben 3 nelle sessions complete, di cui 1 incluso direttamente sulla tracklisting originaria), non vende quanto il suo pluridecorato predecessore, ma riesce a raggiungere il Numero 35, una posizione di tutto rispetto, nella classifica britannica degli album, ottenendo addirittura il disco d'oro in Giappone.

## I 3 singoli estratti
I 3 singoli estratti ottengono un discreto successo nella madrepatria, soprattutto il primo, che arriva nella Top Ten: "Big Apple" (Numero 8), "The Lion's Mouth" (Numero 25) e "Turn Your Back on Me" (Numero 47). Secondo alcune fonti ben informate, il primo 45 giri del gruppo senza Limahl, "Big Apple", così come la prima hit solista di quest'ultimo, "Only for Love", uno dei suoi più grandi successi, sarebbero state scritte prima dello scioglimento, da Limahl e Nick Beggs in collaborazione, ma non ci sono mai state né conferme né smentite da ambo le parti. Pare comunque sicuro almeno il periodo di composizione, verso la metà del 1983, in pratica mentre si svolgeva il White Feathers Tour.

## L'edizione americana:Extra Playe i Kaja
Negli USA, dove l'album esce con il titolo di Extra Play, accreditato ai Kaja (nome che il gruppo, ridotto a un trio, adotterà in tutto il mondo solo nel 1985, con il 33 giri successivo, Crazy Peoples Right to Speak), non va oltre il Numero 185 nella classifica dei Billboard 200, mentre i 3 singoli raggiungeranno la cima della relativa classifica dance degli Hot Club Play, con "Turn Your Back on Me" addirittura al Numero 1. La versione di "Turn Your Back on Me" inclusa nell'edizione statunitense del lavoro è però diversa dall'originale: remixata dalla famosa coppia Steve Thompson & Michael Barbiero (noti per aver lavorato con i Duran Duran, all'epoca), la versione USA viene editata e missata da Steve Thompson, con Michael Barbiero nel ruolo di tecnico del remix. La fotografia dell'indigeno tailandese (anche se, secondo molti, si tratta di una donna, ma è davvero difficile dirlo, perché ha gli occhi chiusi e l'immagine è piuttosto scura), sulla busta interna, è stata scattata da Mick Karn, bassista dei Japan.

## La ristampa rimasterizzata in CD diIslands(2004) e le cover di Limahl dei 3 singoli (1999)
L'originario album britannico è stato rimasterizzato e ristampato, con 7 bonus tracks in più, nel 2004 (20 anni dopo la sua prima pubblicazione), dopo una prima riuscita riunione del quintetto originario (con Limahl e Jez Strode) per il noto programma TV Bands Reunited, in onda sull'emittente americana VH1 (registrato nel 2003 e trasmesso nel 2004). In una raccolta solista del 1999, Limahl aveva già ricantato i 3 brani estratti come singoli dal secondo album dei Kajagoogoo/Kaja, realizzato dopo la sua defezione: "Big Apple", "The Lion's Mouth" e "Turn Your Back on Me", suscitando un certo interesse mediatico, nonostante il primissimo tentativo di riunione del gruppo fosse fallito proprio l'anno prima, nel 1998, per le troppe questioni in sospeso. Nel 2008, la band si è definitivamente riformata ed è attualmente al lavoro sul nuovo album di inediti di studio, oltre al tour in corso che, finora, ha toccato Danimarca e Scozia (per poi spostarsi in Germania in autunno e in Inghilterra in inverno).

## Vicissitudini durante le registrazioni originarie
Nel libretto accluso alla ristampa dell'album, uscita nel 2004, la band racconta i problemi incontrati durante la registrazione del lavoro, affermando di aver cambiato studi di registrazione per ben tre volte, trascorrendo però dei periodi abbastanza lunghi prima al Jacob's Studios nel Buckinghamshire, poi al Farm Yard in Chalfont St. Giles e infine al Manor nell'Oxfordshire. Sennonché, ci furono dei problemi, anche piuttosto gravi, relativi all'attrezzatura tecnologica utilizzata, quando il multitraccia digitale, su cui era stato inciso il lavoro di interi mesi, incominciò a manifestare delle perdite di ossido. Così, fu necessario trasferire l'apparecchio al Townhouse Studios di Londra, dove venne effettuato un trasferimento audio diretto e immediato, in modo tale da non perdere neanche una virgola di quanto fatto fino allora. Ma il gruppo sottolinea che la perdita avrebbe potuto essere anche totale, se non si fosse intervenuti in tempo.

## Tracce
Testi di Beggs e musiche di Askew/Beggs/Neale/Strode.

### Islands

#### LP/MC originali del 1984
Le tracce 1-4 costituivano l'originario Lato 1, mentre le tracce 5-9 formavano il Lato 2.
1. "The Lion's Mouth" – 3:34
2. "Big Apple" – 4:09
3. "The Power to Forgive" – 4:44
4. "Melting the Ice Away" – 5:15
5. "Turn Your Back on Me" – 4:00
6. "Islands" – 4:50
7. "On a Plane" – 4:13
8. "Part of Me Is You" – 3:55
9. "The Loop" – 4:38 [strumentale]

#### Bonus tracks sull'edizione rimasterizzata in CD del 2004
Oltre alle 9 tracce di cui sopra, nello stesso identico ordine, l'edizione rimasterizzata del 2004 contiene anche 7 tracce in più: 3 lati B all'epoca inediti e 4 diversi remix dei 3 singoli, compresa la versione USA di "Turn Your Back on Me", che apre il disco.
10. "Turn Your Back on Me (Thompson and Barbiero U.S. Mix)" – 3:56

11. "The Pump Rooms of Bath" – 2:31 [strumentale]

12. "The Garden" – 2:51 [strumentale]

13. "Monochromatic (Live)" – 4:08

14. "Big Apple (Metro Mix)" – 6:05

15. "The Lion's Mouth (The Beast Mix)" – 5:37

16. "Turn Your Back on Me (Extended Dance Mix)" – 5:03

### Extra Play
L'edizione USA dell'album, intitolata Extra Play, ha una tracklisting diversa, sia per numero che per ordine delle tracce (in pratica, mancano gli ultimi 4 pezzi dell'edizione anglo-europea, compresa la title track "Islands" e l'apprezzato strumentale "The Loop". I soli 7 brani inclusi nell'edizione statunitense, disponibile soltanto in vinile, sono suddivisi come segue: il Lato 1 comprende i brani da 1 a 5, mentre il Lato 2 è composto soltanto dai 2 lunghi remix costituiti dai brani 6 e 7. Mai ristampata in digitale nel complesso, 6 dei 7 brani dell'edizione USA sono comunque confluiti nella ristampa in CD dell'edizione anglo-europea, pubblicata nel 2004. Il remix "Turn Your Back on Me (Flipped Disc Mix)" è l'unico a non esservi stato incluso e a non disporre quindi finora di una versione in digitale.
1. "Turn Your Back on Me" - 3:56
2. "The Power to Forgive" - 4:46
3. "Big Apple" - 4:02
4. "Melting the Ice Away" - 5:18
5. "The Lion's Mouth" - 3:30
6. "Turn Your Back on Me (Flipped Disc Mix)" - 6:58
7. "Big Apple (Metro Mix)" - 6:02

## Singoli estratti dall'album e Lati B
1. "Big Apple" / "Monochromatic (Live)" (UK numero 8)
2. "The Lion's Mouth" / "The Garden" [strumentale] (UK numero 25)
3. "Turn Your Back on Me" / "The Pump Rooms of Bath" [strumentale] (UK numero 47, USA Billboard Dance numero 1)

## Credits

### Formazione
- Nick Beggs: voce, basso, basso fretless, percussioni, Chapman stick, arrangiamento ottoni, co-produzione
- Steve Askew: chitarre, chitarra semi-acustica, chitarra elettrica, chitarra semi-acustica spagnola, percussioni, cori, arrangiamento ottoni, co-produzione
- Stuart Croxford Neale: sintetizzatore, piano acustico, vocoder, programmazione PPG Wave, sequencer, percussioni, cori, arrangiamento ottoni, co-produzione
- Jez Strode: batteria, percussioni, programmazione, arrangiamento ottoni, co-produzione

### Altri musicisti, voci e produzione
- Colin Thurston: produzione, cori, percussioni
- Guy Barker: trombe
- Phill Todd: sassofoni (assolo su "On a Plane"), flauti, arrangiamento ottoni
- Chris Hunter: sassofono
- Pete Beachill: trombone
- Annie "Arnie" McCaig: cori
- David Geawt: cori

### Studi e registrazione
- Kathy Bryan: masterizzazione @ Abbey Road Studios, Londra
- Dick Jones: assistente tecnico del suono
- Rob Hahnet con Terry & Mark: tecnici Jacobs Studios, Buckinghamshire
- Mark, Neil, Trevor & John: tecnici Roundhouse Studios
- Robin & Chris: tecnici Good Breath Studios
- Andy & Hutch: tecnici Farmyard Studios, Chalfont St. Giles
- Steve Chase: tecnico The Manor Studios, Oxfordshire
- Gordon Vickey: tecnico per il cutting @ Townhouse Studios

### Staff
- Paul Ryan: management
- Richard Haughton: fotografie band
- Mick Karn: foto interna
- Cream: copertina originale
- The Red Room @ EMI: design ristampa
- Nigel Reeve: coordinamento progetto ristampa
- Ann Beggs: collaborazione speciale
- Markus Robinson: luci
- Tim - Gud Luc: trucco
- Tony & Guy: parrucchiere